# اچ‌دی ۱۱۱۵۹۷
اچ‌دی ۱۱۱۵۹۷ یک ستاره است که در صورت فلکی قنطورس قرار دارد.